# Esencia (álbum de Humbe)
Esencia (estilizado en mayúsculas) es el cuarto álbum de estudio del cantautor mexicano Humbe. Fue lanzado internacionalmente el 22 de marzo del 2023 a través Sony Music Entertainment México.

## Lista de canciones[2]
| ESENCIA |                    |          |  |
| N.º     | Título             | Duración |  |
| 1.      | «mamá»             | 3:29     |  |
| 2.      | «MANADA»           | 4:22     |  |
| 3.      | «TU VALOR»         | 3:29     |  |
| 4.      | «17 (ft. Riza)»    | 3:35     |  |
| 5.      | «sanvalentín:(»    | 3:49     |  |
| 6.      | «ESENCIA»          | 4:05     |  |
| 7.      | «para siempre ep2» | 2:05     |  |
| 8.      | «Te Lo Prometo»    | 3:41     |  |
| 9.      | «TSQ»              | 5:50     |  |
| 10.     | «LO LOGRÉ»         | 3:42     |  |
| 11.     | «serotonina»       | 2:56     |  |
| 41:38   |                    |          |  |

## Historial de lanzamiento
| Región | Fecha de lanzamiento | Formato                     | Ref. |
| ------ | -------------------- | --------------------------- | ---- |
| Varios | 22 de marzo de 2023  | Streaming, descarga digital |      |